# کاپوگتانگ
کاپوگتانگ (به لاتین: Qapugtang) یک شهرک در جمهوری خلق چین است که در شهرستان زادوی واقع شده‌است. کاپوگتانگ ۷٬۰۰۰ نفر جمعیت دارد و ۴٬۰۶۸٫۵ متر بالاتر از سطح دریا واقع شده‌است.